# Relations entre le Kosovo et la Lituanie
Les relations entre le Kosovo et la Lituanie sont établies le 16 juillet 2008 peu de temps après la reconnaissance de l'indépendance du Kosovo par la Lituanie.

## Domaine militaire
En 2009, 36 soldats des forces armées lituaniennes étaient stationnés au Kosovo dans le cadre de la KFOR mise en œuvre par l'OTAN. Le 30 novembre de la même année, le Kosovo et la Lituanie signent un accord militaire de défense après un entretien de trois jours entre leurs ministres de la défense respectifs à Vilnius,.